# 佐久間信就
佐久間 信就（さくま のぶなり）は、江戸時代中期の旗本。

## 生涯
正保3年（1646年）、佐久間盛郎の子として生まれる。
寛文6年（1666年）3月9日、家督（1200石）を相続。同年12月3日、御書院番に列せられた。延宝7年（1679年）2月5日から天和元年（1681年）2月6日まで屋敷改を勤めた後、2月19日に御使番に転じた。同年3月27日、上野国安中が板倉伊予守重形に与えられた際に現地にて引渡し役を務めた。以後、下野国宇都宮、信濃国小諸、出羽国山形の各城の引渡し役を歴任した。また、日光や越後国高田に目付代として赴いた。
天和2年（1682年）5月21日、上野邑楽（おおら）、山田二郡のうちに500石を加増され、また12月27日に布衣の着用を許された。貞享4年（1687年）3月25日に目付、元禄元年（1688年）8月23日には堺奉行に転じた。翌元禄2年（1689年）12月27日、従五位下丹後守に叙任。同9年（1696年）2月2日、堺奉行の廃止に伴い、寄合に列する。同10年（1697年）7月26日、蔵米取りを改め、武蔵国榛沢（はんざわ）、児玉、比企、賀美の四郡、伊豆国田方郡のうちに計1700石の知行地を与えられた。
元禄12年（1699年）3月28日に御先鉄砲頭、同14年（1701年）12月15日に西の丸留守居役、同16年（1703年）11月15日に長崎奉行に転じた。正徳3年（1713年）3月12日に職を辞し、享保5年（1720年）に家督を長男・信詮に譲り、隠居料として蔵米300俵を賜った。
享保10年（1725年）5月12日死去。享年80。